# Орден Труда (СФРЮ)
Орден Труда (сербохорв. Орден рада / Orden rada, макед. Орден на трудот, словен. Red dela) — награда Социалистической Федеративной Республики Югославии. Орден вручался за успехи в трудовой деятельности.

## Описание
Орден Труда трёх степеней учреждён Председательством Антифашистского вече Народного освобождения Югославии указом от 1 мая 1945. Указом Президиума и Народного вече Народной Скупщины Федеративной Народной Республики Югославии от 28 ноября 1947 была введена и медаль Труда.
Орденом и медалью награждались личности, рабочие организации и воинские части СФРЮ, которые добились личных успехов в труде и работе особого значения во благо страны и/или государственных трудовых организаций. Над внешним видом ордена трудился скульптор Антун Августинчич.
1 марта 1961 новым законом о награждениях в СФРЮ были введены новые названия: Орден Труда I степени назывался теперь Орденом Труда с Красным знаменем, Орден Труда II степени — Орденом Труда с золотым венком, Орден Труда III степени — Орденом Труда с серебряным венком. До конца 1985 года были награждены 359239 человек, из них 7096 Орденом Труда с Красным знаменем, 36 тысяч — Орденом Труда с золотым венком, 182910  — Орденом Труда с серебряным венком и 133233 — Медалью труда. Полными кавалерами Ордена Труда стали 1546 молодёжных рабочих бригад.
Награда была утверждена в качестве официальной и в Союзной Республике Югославии (а позднее в Союзе Сербии и Черногории) указом от 4 декабря 1998.